# Synodontis haugi
Synodontis haugi är en fiskart som beskrevs av Pellegrin, 1906. Synodontis haugi ingår i släktet Synodontis och familjen Mochokidae. IUCN kategoriserar arten globalt som livskraftig. Inga underarter finns listade i Catalogue of Life.